# Chrysolina erzinica
Chrysolina erzinica é uma espécie de artrópode pertencente à família Chrysomelidae.